# Secunia
Secunia — датская компания, специализирующаяся на компьютерной и сетевой безопасности. Наиболее известна своими тестами на наличие уязвимостей, которые прошли более 12,400 программных продуктов и операционных систем.
Число «неустранённых» уязвимостей (unpatched vulnerabilities), предоставляемых компанией — популярный показатель для сравнения качества программных продуктов в плане безопасности их использования.
Secunia также отслеживает активность компьютерных вирусов. Компания получила широкую известность и репутацию после обнаружения глобальных уязвимостей, связанных с Zero day attack в Internet Explorer и других широко используемых программах .

## Продукты

### CSI
Secunia’s Corporate Security Inspector (CSI)
Был запущен в 2008 году для решения вопроса о Кибер-уязвимости в связи с наличием устаревшего ПО в корпоративной среде. Первоначально применялась только к Microsoft WSUS/SCCM, но в 2011 распространилась и на продукты Apple. CSI охватывает ключевые аспекты жизненного цикла обновлений и интегрируется с сетевыми инструментами распространения обновлений для их развёртывания.

### VIM
Vulnerability Intelligence Manager (VIM)
Инструмент, который отправляет оповещения администраторам программного обеспечения, работая как система раннего предупреждения о возможных нарушениях безопасности. Появился в 2011 году.

### PSI
Personal Software Inspector (PSI)
Бесплатная программа для обеспечения безопасности. Сканирует компьютер пользователя на наличие устаревших программ, сверяя данные с базой данных Secunia. Первоначально PSI предоставляла пользователям только ссылки на загрузку обновлений, но новые версии имеют возможность автоматически устанавливать обновления программного обеспечения без каких-либо действий со стороны пользователя. PSI — первое программное обеспечение, которое позволяло пользователям выполнять эти функции.
Версия PSI 3.0 была представлена на конференции RSA 2012 в Сан-Франциско.
Поддержка программы была прекращена 24 апреля 2018 года.

## Внешние ссылки
- Официальный сайт Secunia (англ)
- Список программных продуктов (англ) Список обнаруженных неустранённых уязвимостей
- Корпоративный сайт Secunia (англ)
- Алексей Лукацкий. [[Flexera Software|Flexera]] покупает Secunia. https://www.securitylab.ru/. SecurityLab (18 сентября 2015). Дата обращения: 7 декабря 2017.